# Odendaalsrus
Odendaalsrus est une ville minière située dans la province de l'État-Libre en Afrique du Sud.

## Historique
Elle a obtenu son statut de municipalité en 1912, mais est restée un village jusqu'en 1946 quand une mine d'or a été découverte à environ 3 km. Elle a alors vu sa population augmenter rapidement.

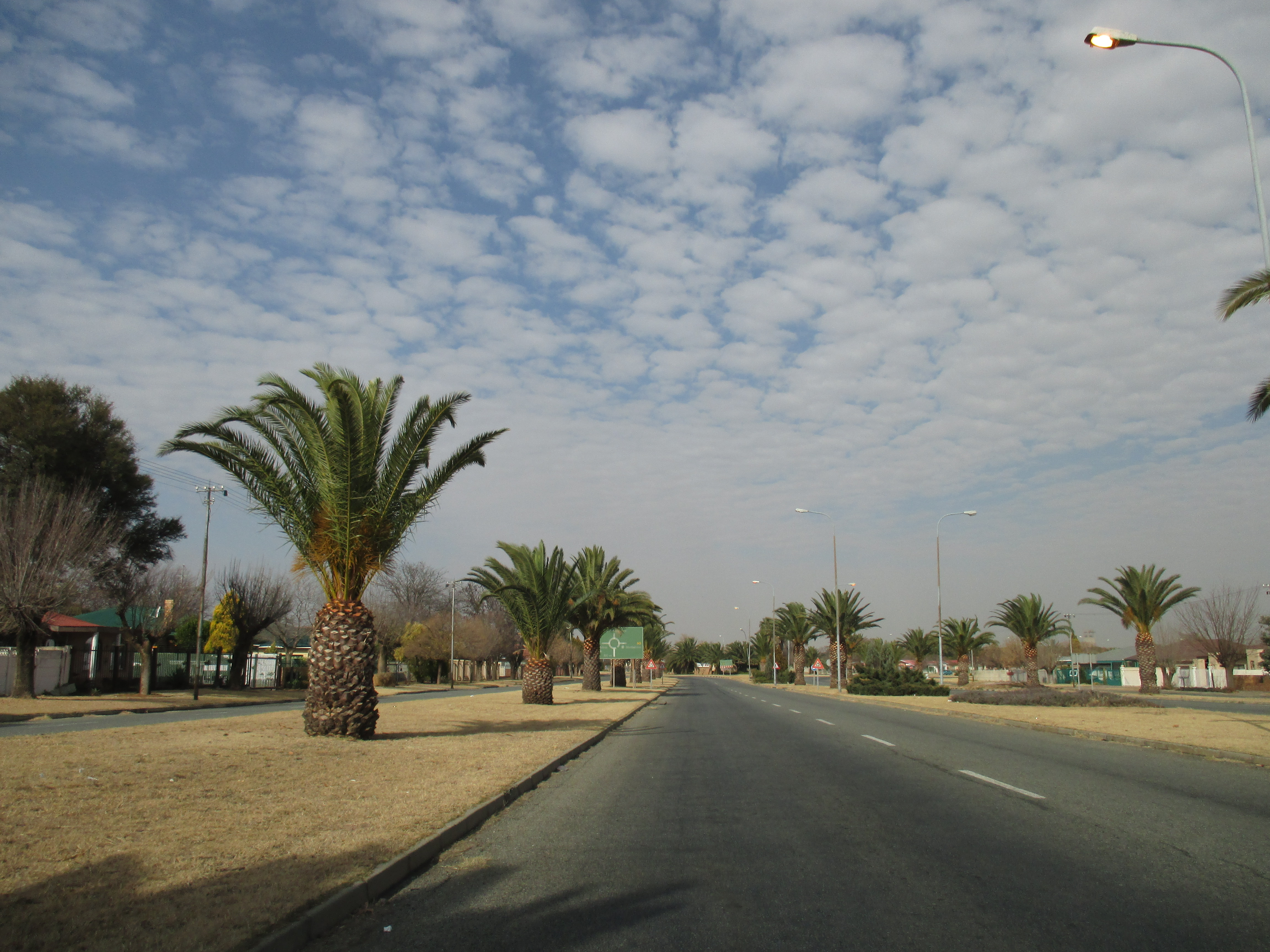
Rue principale d'Odendaalsrus

Sa population était de 8 654 habitants en 2001.